# Independiente Santa Fe
Independiente Santa Fe, cunoscut simplu ca Santa Fe, este un club de fotbal din Bogotá, fondat pe data de 28 februarie 1941. Echia este septuplă campioană a Columbiei (1948, 1958, 1960, 1966, 1971, 1975, 2012-I) și o mai are în palmares două Cupe ale Columbiei (1998, 2009). 

## Palmares
Național
- Categoría Primera A (7): 1948, 1958, 1960, 1966, 1971, 1975, 2012-I
- Copa Colombia (2) : 1989, 2009
- Superliga Colombiana (1): 2013